# 体育中心站 (大连市)
体育中心站位于辽宁省大连市甘井子区，是大连地铁2号线的一个车站，于2022年9月30日随2号线二期工程北段开通投入使用。

## 位置
体育中心站位于甘井子区南关岭街道岚岭路与奥岭路交汇口西侧，大连体育中心南侧，车站主体结构沿岚岭路大致呈东西走向排布。

## 结构
体育中心站为地下两层岛式车站。
| B1 | 站厅层             | 站厅、自动售票机                      |
| B2 | 轨道               | ← █ 2号线列车往南关岭（大连北站方向） |
| B2 | 岛式站台，开左边门 |                                       |
| B2 | 轨道               | █ 2号线列车往卫生中心（海之韵方向）→  |

## 出入口
体育中心站共设有4个出入口，A及B出入口位于岚岭路北侧，C及D出入口位于岚岭路南侧，A出入口外设置无障碍电梯。
| 出口编号 | 出口指示 | 建议前往的目的地                                                 |
| -------- | -------- | ---------------------------------------------------------------- |
| 出口 · A |          | 岚岭路北侧、大连体育中心、奥岭路、万达体育新城、大连足球青训基地 |
| 出口 · B |          | 岚岭路北侧、大连体育中心                                         |
| 出口 · C |          | 岚岭路南侧                                                       |
| 出口 · D |          | 岚岭路南侧、奥岭路、万科翡翠都会、招商公园1872                   |

## 附近公交线路
- 及   - 508、816路公交车（体育中心地铁站）
- 及   - 1116路公交车（岚岭路站）